# (6504) Lehmbruck
(6504) Lehmbruck ist ein Asteroid des Hauptgürtels.
Er wurde am 24. September 1960 im Rahmen des Palomar-Leiden-Surveys am Palomar-Observatorium (IAU-Code 675) von Tom Gehrels und dem Astronomenpaar Cornelis Johannes van Houten und Ingrid van Houten-Groeneveld entdeckt.
Benannt wurde der Asteroid nach dem deutschen Bildhauer, Grafiker und Medailleur Wilhelm Lehmbruck (1881–1919).